# Dominique Hippolyte
Pour les articles homonymes, voir Hippolyte.
Dominique Hippolyte (Port-au-Prince, 1889-1967) est un poète et dramaturge haïtien.

## Biographie
Après ses études secondaires au lycée Alexandre Pétion de Port-au-Prince, Hippolyte a poursuivi une formation de juriste. Reçu avocat, il enseigne le droit et devient bâtonnier de l’Ordre des avocats. Très présent sur la scène intellectuelle, il se joint au club d’études sociales d’Auguste Magloire et devient président de la Commission de Coopération intellectuelle haïtienne et président de l’Alliance française de Port-au-Prince.

## Œuvres
Il est associé La Revue indigène dès sa fondation en 1927. Il y présente et traduit le poète américain Countee Cullen.
Hippolyte s’est illustré surtout comme dramaturge, il a joué comme acteur dans les pièces de Massillon Coicou dont il a subi l’influence. En 1924 il produit Le Forçat, comédie dramatique en trois actes, ayant pour sujet la corruption sous l’occupation américaine d’Haïti.
Sa pièce Le Torrent (1940), en collaboration avec l’historien Placide David, porte sur la révolte des Noirs et des Mulâtres contre le capitaine Charles Leclerc, envoyé à la tête d’un corps expéditionnaire par Napoléon à Saint-Domingue pour y rétablir l’esclavage.  Le Torrent gagna le prix du concours d’art dramatique national en 1940 ; Paulette Pujol Oriol en a fait la mise en scène en 1984.
Hippolyte est aussi l’auteur de la pièce Le baiser de l’aïeule, comédie dramatique en quatre actes jouée pour la première fois en 1921, et d’une comédie de mœurs Tocaye.
En 1927, il publie un recueil de poésie La route ensoleillée. Ses poèmes, tels « Loetitia-la-noire » et « Armande-la-mulâtresse », empreints de sensualité, s’inspirent de la nature et de la vie haïtienne.
Hippolyte a collaboré à plusieurs journaux et est l’auteur d’essais comme Politique et littérateur, ainsi que d’un recueil de maximes Dans la solitude.
En 1937, Hippolyte participe au Deuxième Congrès de la langue française à Québec où il est honoré et reçoit un doctorat honorifique de l’Université Laval.
Autres publications
- Le Torrent (1917), Presses nationales, Port-au-Prince, 1965.
- Le Baiser de l’aïeul, Port-au-Prince, 1924.
- La route ensoleillée, Éditions de la pensée latine, Paris 1927
- Le Forçat, Paris, 1933.
- Élément de droit usuel haïtien, Telhomme, Port-au-Prince, 1947.
- « Countée Cullen », La Revue Indigène, octobre 1927.